# Acinaces
Der Acinaces (auch Akinakes oder Akinaka; von altgriechisch ἀκινάκης akinákēs) war eine Mischung aus Dolch und Kurzschwert. Die Waffe wurde in den ersten Jahrhunderten v. Chr. im östlichen Mittelmeerraum verwendet.

## Beschreibung und Verwendung
Der Acinaces, so die latinisierte Schreibweise, war ein zweischneidiges gerades Kurzschwert, das sowohl zum Stich als auch zum Hieb verwendet werden konnte. Er war ideal als Zweitwaffe geeignet, da es klein und handlich war und nur ein geringes Gewicht besaß. Verwendet wurde der Acinaces von skythischen Reitern und Speerträgern. Für Wachdienste wurde dieses Kurzschwert auch oft verwendet, was Halbreliefs beweisen. Die Scheiden wurde oft aufwendig verziert, da der Acinaces in der persischen Kultur auch ein Prestigeobjekt war.

## Geschichte
Der Acinaces wurde erstmals im 7. Jahrhundert v. Chr. von Skythen aus der Schwarzmeer-Region verwendet und gelangte vermutlich durch den Einfall der Skythen in den Südkaukasischen Raum. Die Römer glaubten jedoch die Meder seien der Ursprung für diese Waffe, wobei zu bemerken ist, dass diese Skythen im Mederreich aufgingen. Im altpersischen Reich verbreitete sich die Waffe schnell durch die persische Armee und gelangte so auch in den östlichen Mittelmeerraum.
Belegt ist unter anderem ein aus Persepolis stammendes Relief von einem gabenbringenden Meder aus dem 6. oder 5. Jahrhundert v. Chr. und eines von Dareios I., die jeweils ein Akinaka in der Hand halten. Vor allem Skythen und Perser verwendeten diese Waffe und verzierten sie reichhaltig. Im dritten Jahrhundert v. Chr. kam der Akinaces auch in den griechischen Armeen auf. Hinweise gibt es auch auf eine Verbreitung über die Seidenstraße, wo es in Sogdischer Sprache als kynʼk bezeichnet wurde. Die Waffe hielt sich bis ins 2. Jahrhundert v. Chr. Typisch sind die antennenförmigen Enden des Griffes.